# Rečni režim
Rečni režim pomeni nihanje vodnega stanja reke med letom. Razlike so v poglavitni meri posledica mesečnih padavin, taljenja snega ali ledu, v manjši meri pa intenzivnosti izhlapevanja, vpliva kraškega zadrževanja vodnega odtoka in podobno. Višek vodnega stanja se zato ne ravna povsem po višku padavin.

## Tipologija
Če vpliva le en dejavnik, govorimo o enostavnih pretočnih režimih, za katere je značilen en višek in en nižek pretoka. Taki režimi so sledeči:
- snežni ali nivalni
- dežni ali fluvalni
- ledeniški ali glacialni

Če pa vplivata dva dejavnika, govorimo o mešanih pretočnih režimih z dvema viškoma in dvema nižkoma. Sem spadata:
- snežno-dežni ali nivalno-fluvialni
- dežno-snežni ali fluvialno-nivalni

Poznamo tudi kombinirane pretočne režime, ki so značilni za daljše reke, vzdolž katerih se izmenjujejo prej omenjeni režimi. Snežni ali nivalni režim ima višek ob prehodu pomladi v poletje. Primer tega sta reki Mura in Drava. Dežni ali fluvalni režim ima višek v pozni jeseni (novembra), nižek pa poleti. Značilen je za primorske reke v južnem delu jadranskega povodja, kot so Reka, Rižana ali Dragonja. Snežno-dežni oz. nivalno-fluvialni režim ima glavni višek pozno pomladi, drugi manj izrazit višek pa jeseni. Nižek ima pozimi. Dežno-snežni oz. fluvialno-nivalni režim ima glavni višek zgodaj pomladi, drugi višek pa jeseni. Nižek ima poleti. Ta režim imajo reke Sora, Sava, Krka in Kolpa. 